# نعيمة جمال
نعيمة جمال ممثلة مصرية  ظهرت في الأربعينيات والخمسينيات  وأدت أدوارا ثانوية في السينما المصرية بلغ عددها 10 أفلام في الفترة من 1943 إلى 1954.

## قائمة أفلامها
فيلم «وادي النجوم» للمخرج نيازي مصطفى عام 1943
فيلم «أميرة الأحلام» للمخرج أحمد جلال عام 1945
فيلم «المظاهر» للمخرج كمال سليم عام 1945
فيلم «الآنسه بوسة» للمخرج نيازي مصطفى عام 1945
فيلم «المغني المجهول» للمخرج مصطفى حسن عام 1946
فيلم «الأحدب» للمخرج حسن حلمي عام 1946
فيلم «العرسان الثلاثة» للمخرج حسن حلمي عام 1947
فيلم «اللعب بالنار» للمخرج عمر جميعي عام 1948
فيلم «السعادة المحرمة» للمخرج السيد زيادة عام 1948
فيلم «العاشق المحروم» للمخرج السيد زيادة عام 1954

## وصلات خارجية
- نعيمة جمال على موقع الدهليز
- نعيمة جمال على موقع قاعدة بيانات الأفلام العربية
- نعيمة جمال على الدهليز
- نعيمة جمال على كاروهات